# Arctornis minutissima
Arctornis minutissima är en fjärilsart som beskrevs av Swinhoe 1903. Arctornis minutissima ingår i släktet Arctornis och familjen tofsspinnare. Inga underarter finns listade i Catalogue of Life.